# Pipeiro
Pipeiro é uma profissão realizada por quem opera um carro-pipa.
Compreende as tarefas de operação de carros-pipas, montados sobre rodas, para o transporte e água para regiões secas, abastecimento de água potável em residências, condomínios, indústrias e navios e execução de outras tarefas correlatas determinadas pelo superior imediato.